# 金原亭馬遊
金原亭 馬遊（きんげんてい ばゆう、1966年9月1日 - 2024年10月9日）は、落語協会所属の落語家。本名は高満毅一。

## 略歴
北海道根室市出身。札幌大学経済学部卒。
1989年4月、金原亭伯楽に入門。前座名「桂太」として古今亭菊司と同時に楽屋入り。
1992年11月に古今亭菊翔（菊司改め）と共に二ツ目昇進。
2001年9月に柳家禽太夫、入船亭扇治、橘家文左衛門、三遊亭萬窓、三遊亭白鳥、柳家一琴、林家きく姫、古今亭駿菊（菊若改め）、柳家三太楼と共に真打昇進。「馬遊」と改名。
2024年10月9日、脳室内出血のため、東京都内の病院で死去した。58歳没。亡くなる数か月前から入院しており、三遊亭白鳥が8月に病院に見舞いに行っている。
訃報は同月14日、落語協会より公表された。生前最後の寄席定席出演は、同年2月17日の黒門亭での『猫の皿』であった。

## 人物
- 札幌大学出身の落語家として先輩に橘家富蔵がいる。
- 柳家喬太郎と池袋のkenny's BARで2017年1月に店が閉店するまで二人会を開いていた[6][7][8]。その後も二人会を続けていた。

## 出演

### テレビ
- 柳家喬太郎のイレブン寄席「馬遊会」（BS11、2018年2月21日）[9]

### 配信
- 志ん松・始の古今亭を知ってもらおう（youtube、2020年7月17日）[10]- ゲスト